# 여산고등학교
여산고등학교(礪山高等學校)는 대한민국 전북특별자치도 익산시 여산면 두여리에 있는 공립 고등학교이다.

## 학교 연혁
- 1972년 12월 26일 : 여산고등학교 설립인가
- 1973년 3월 10일 : 개교
- 1975년 10월 30일 : 9학급 인가
- 1976년 1월 10일 : 제1회 졸업생 배출
- 1992년 3월 1일 : 학과 개편(일반계 1, 정보처리과 2)
- 2019년 3월 1일 : 3학급 인가
- 2022년 9월 1일 : 제18대 송기종 교장 부임
- 2024년 1월 5일 : 제49회 졸업식 6명 졸업(총 졸업생 수 3,879명)

## 참고 자료
- 여산고등학교 - 한국교육학술정보원 학교알리미